# (2958) Arpetito
(2958) Arpetito es un asteroide perteneciente al cinturón de asteroides, descubierto el 28 de febrero de 1981 por Henri Debehogne y el también astrónomo Giovanni de Sanctis desde el Observatorio de La Silla, Chile.

## Designación y nombre
Designado provisionalmente como 1981 DG =. Fue nombrado Arpetito en homenaje a “E. Araya”, “J. Pérez”, “R. Tighe” y “A Torrecon” una abreviatura con los apellidos de cuatro operarios del Observatorio de La Silla.